# Milano calibro 9 (racconti)
Milano Calibro 9 è una raccolta di 22 racconti di Giorgio Scerbanenco, pubblicata nel 1969. Da essa prenderanno spunto i film Milano calibro 9, La mala ordina, Liberi armati pericolosi e Spara che ti passa.
Il volume appartiene al filone più autenticamente noir dell'autore, quello inaugurato dalla fortunata serie di Duca Lamberti.

## Racconti
- Milan by Calibro 9

David e Frank Drewer, killer americani, si recano a Milano per uccidere Giordano, un malavitoso locale. Guidati per i locali della città da una ragazza di nome Francesca, i due killer portano a termine il loro incarico.
- Basta col cianuro

Un uomo, trafficante di veleni, sta cenando in un ristorante a Milano. Viene avvicinato da una giovane ragazza, che chiede di potersi sedere al suo tavolo. Dopo un breve colloquio, decidono di recarsi a casa dell'uomo. Durante il tragitto in auto però, la ragazza tenta di stordirlo, con l'intento di sottrargli una valigia di cianuro. Ripresosi immediatamente, l'uomo riesce a bloccare la giovane e decide di portarla al suo appartamento, con l'intento di scoprire le sue vere intenzioni. Facendo ubriacare la ragazza, riesce a farle confessare che è stata incaricata dal boss di rubargli la valigia. Il trafficante uccide la ragazza e, volendo accertare le informazioni ricevute dalla giovane, telefona al boss, il quale gli conferma di aver mandato la ragazza per provare che si potesse fidare di lui. Sollecitato nel consegnare i veleni, il trafficante verrà arrestato dalla polizia.
- Preludio per un massacro estivo

Sei persone, tutte dipendenti presso la Casa di cura del Sole, vengono uccise nell'estate del 1966. La polizia cattura i presunti assassini, padre e figlio, Aureliano e Antonio Arazzi, ma sono ignote le ragioni del massacro. I due uomini cominciano a raccontare: Annetta, rispettivamente figlia e sorella,  era una ragazza bellissima, ma affetta da un grave vizio di mente. Veniva pertanto rinchiusa nella Casa di Cura. Un giorno i due uomini apprendono che la ragazza ha subito ripetute violenze sessuali da parte dei dipendenti della struttura, che hanno aggravato le sue condizioni di salute. Decidono di tradurla al di fuori dell'istituto, ma la ragazza non sopravvive. I due uomini, accecati dalla rabbia, compiono la strage.
- In pineta si uccide meglio

Eduard, Prospero e Louise, membri del gruppo musicale "Le Roselline", stanno fuggendo a piedi dopo che la polizia ha fatto irruzione, a seguito di una soffiata, nel locale presso il quale si esibivano. Per sfuggire alla cattura, i tre si introducono in una pineta, sebbene un cartello ammonisca di non farvi ingresso. Al suo interno incontrano una coppia di ragazzi tedeschi accampati: tra i due gruppi nasce una violenta colluttazione, in esito alla quale sopravvivono soltanto Eduard e Prospero. I due uomini nascondono i cadaveri e indossano gli abiti dei ragazzi tedeschi. Mentre cercano di andarsene dalla pineta, vengono scoperti da una guardia forestale accompagnata da un cane.
Ne nasce un'ulteriore colluttazione, dalla quale sopravvive soltanto Eduard. Fuggito dalla pineta, requisisce un'autovettura e si inoltra lungo l'autostrada. Braccato dalle forze dell'ordine, Eduard non si ferma  a un posto di blocco e muore crivellato sotto i colpi sparati  dagli agenti. 
- Spara che ti passa

Giuditta Maltzer, giovane tedesca, si esibisce presso un circo. Il suo talento consiste nello sparare, reggendo l'arma con una mano sola e al galoppo di un cavallo, a bersagli che si trovano a notevole distanza. Un giorno, terminato lo spettacolo, tre uomini, i fratelli Brioschi, irrompono nella sua roulotte, la seviziano e la violentano sessualmente. La ragazza medita vendetta: a bordo della sua autovettura in corsa, uccide tutti e tre gli aggressori. Braccata dalla polizia, e gravemente ferita per le violenze subite, Giuditta Maltzer si rifugia in un cascinale, prendendone in ostaggio gli abitanti. Non sopravvivrà. 
- Stazione centrale ammazzare subito

Due uomini, trafficanti di diamanti e denaro, vengono incaricati di uccidersi l'uno con l'altro reciprocamente. Entrambi hanno successo. Sarà grazie ad Olimpia, la fidanzata di uno dei trafficanti, che la polizia riuscirà a sgominare la banda. 
- Minorenne da bruciare

Luca Baioli, minorenne, commette una rapina a danno dell'emporio che si trova sotto casa, uccidendone la proprietaria e ferendo il figlio di costei. Appreso che quest'ultimo è sopravvissuto, il ragazzo fugge in treno. Riconosciuto, Luca viene arrestato. Terminato il periodo di detenzione, il ragazzo si vendica, uccidendo l'uomo che lo ha fatto arrestare. Mentre è in fuga con un'autovettura, si ferma presso una stazione di servizio. Ignaro che il gestore era un amico del defunto, troverà la morte.
- Conoscerei scopo matrimonio

Un architetto di Milano adesca ragazze con false proposte di matrimonio allo scopo di reclutarle per un giro di prostituzione. Un'ingenua giovane del Sud Italia cade nella trappola. In seguito a una retata, la ragazza viene interrogata dalla polizia; tuttavia, tace le identità dei responsabili del giro. Sospettata del contrario, la ragazza viene brutalmente malmenata e abbandonata sul ciglio di una strada.
- Una signorina senza rivoltella

Una donna non particolarmente avvenente traffica armi per conto di un boss locale. Convive con Mariolino, malavitoso di bell'aspetto ma rimasto gravemente menomato (ha infatti perso la vista e un braccio). Un giorno costui viene interrogato dalla polizia. Ciò scatenerà i sospetti e la vendetta del boss.   
- Non si vive di solo poker

- Piccolo Hotel per sadici

- Quando una donna piace forte

Un uomo di mezza età è follemente innamorato della moglie procace e impudica. Un giorno costei fugge con un amante particolarmente equivoco. Qualche tempo dopo, l'uomo apprende da un amico che la moglie è stata indotta ad esercitare la prostituzione da colui con il quale era fuggita. L'amico gli rivela altresì di aver desiderato segretamente sua moglie e, per espiare il senso di colpa che lo attanaglia, si propone per uccidere l'amante della donna. Poco tempo dopo, costui viene ucciso con una bomba molotov. I due amici sospettano l'uno dell'altro. 
- Bravi ragazzi bang bang

Una ragazza avverte la polizia che  un gruppo di ragazzi, suoi amici, rapineranno a mezzogiorno una stazione di servizio. Chiede, però, di non ucciderli, perché sono bravi ragazzi e non farebbero mai del male a nessuno. I ragazzi, ignari della presenza nei pressi della polizia, si accingono a compiere la rapina; vengono, però,  braccati dalle forze dell'ordine e, non rifiutando la resa, trovano la morte.
- Strangolare ma non troppo

- Ubbidire o morire

- Vietato essere felici

- A Porta Venezia con paura

- Come è fatto un mostro?

- La giustizia quasi arriva ad Arzavò

- Il nodo Luisa

- La vendetta è il miglior perdono

- Ricordati Cuore Infranto

## Edizioni
- Milano calibro 9, Prefazione di Oreste Del Buono, R'69, Milano, Garzanti, giugno 1969,  p. 359. - Collana Gialli Garzanti n.126, Garzanti, 1977; Collana Gli Elefanti, Garzanti, giugno 1993, ISBN 978-88-11-66641-7; Collana Gli Elefanti, Garzanti, 2000-2012, ISBN 88-11-66641-4; Collana Elefanti Bestseller, Garzanti, 2016, ISBN 978-88-11-67245-6; Collana I grandi giallisti italiani, Hachette, 2000; Collana Il Giallo italiano, Corriere della Sera, 2013.
- in  La Milano nera di Scerbanenco, Milano, Garzanti, ottobre 1972. - Milano, Euroclub, 1976.
- in  La Milano nera, Introduzione con uno scritto dell'Autore ("Io, Vladimir Scerbanenko"), Milano, Garzanti Vallardi, IV ed., ottobre 1979,  pp. XXIV-740. - Milano, Club degli Editori, 1980.
- Milano calibro 9, Prefazione e cura di Cecilia Scerbanenco, Collana Oceani, Milano, La nave di Teseo, 2023, ISBN 978-88-346-0428-1.